# 德賴布里奇 (喬治亞州)
德賴布里奇（英語：Dry Branch）是位於美國喬治亞州比伯縣的一個非建制地區。該地的面積和人口皆未知。

## 地理
德賴布里奇的座標為32°48′02″N 83°29′55″W / 32.80056°N 83.49861°W，而該地的平均海拔高度為110米（即361英尺）。